# Myrrophis
Myrrophis is een geslacht van slangen uit de familie waterdrogadders (Homalopsidae).

## Naam en indeling
De wetenschappelijke naam van de groep werd voor het eerst voorgesteld door A. Biju Kumar, Kate Laura Sanders, Sanil George en John C. Murphy in 2012. Beide soorten behoorden oorspronkelijk tot het niet meer erkende geslacht Hypsirhina en later lange tijd tot het geslacht Enhydris. In veel literatuur worden de slangen nog onder de verouderde naam vermeld.

## Verspreiding en habitat
De slangen komen voor in delen van Azië en leven in de landen China, Vietnam en Taiwan. De habitat bestaat uit verschillende typen draslanden, zoals meren en rivieren. Ook in door de mens aangepaste streken zoals vijvers kunnen de dieren worden aangetroffen.

## Beschermingsstatus
Door de internationale natuurbeschermingsorganisatie IUCN is aan beide soorten een beschermingsstatus toegewezen. Een soort wordt beschouwd als 'veilig' (Least Concern of LC) en een soort als 'onzeker' (Data Deficient of DD).

## Soorten
Het geslacht omvat de volgende soorten, met de auteur en het verspreidingsgebied.
| Naam                | Auteur     | Verspreidingsgebied    | Beschermingsstatus |
| ------------------- | ---------- | ---------------------- | ------------------ |
| Myrrophis bennettii | Gray, 1842 | China, Vietnam, Taiwan |                    |
| Myrrophis chinensis | Gray, 1842 | China, Vietnam         |                    |